# Ferrari 312 P

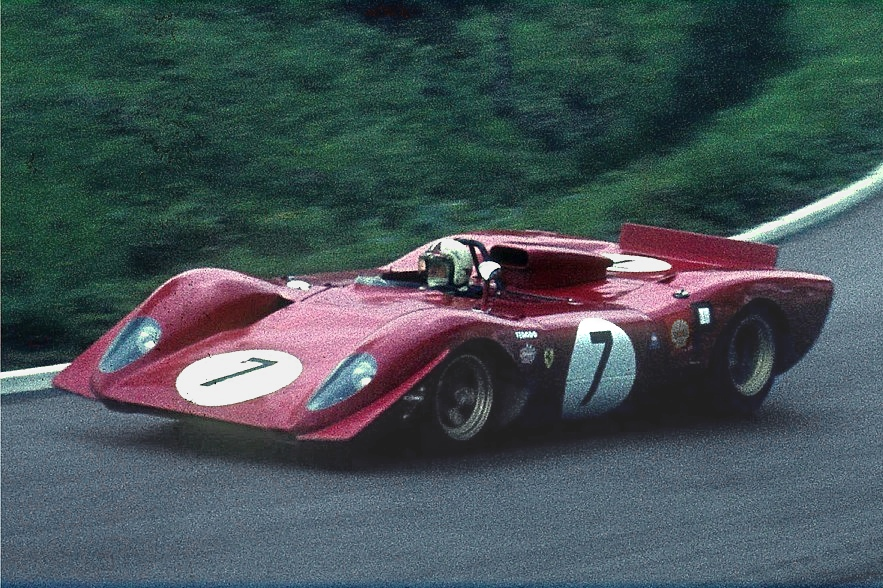
Ferrari 312 P pilotée par Chris Amon aux 1 000 kilomètres du Nürburgring 1969

La Ferrari 312 P désigne une voiture de sport-prototypes correspondant aux spécifications du Groupe 6 FIA de l’époque utilisée en compétition en 1969 et 1970. La nouvelle version 1971 destinée aux compétitions sport-prototypes comportait un moteur 12 cylindres à plat, souvent dénommé moteur boxer. De nombreuses publications ont ajouté un B après le P de sa dénomination pour indiquer le type de moteur, mais cette dénomination ne fut jamais officiellement avalisée par Ferrari qui continua à simplement appeler le modèle 1971 312 P.

## Histoire
Après avoir boycotté les compétitions de sport-prototypes de l’année 1968 pour protester contre une modification du règlement qui mettait hors jeu son modèle 330 P4 de quatre litres de cylindrée. Ferrari se mit à la construction pour 1969 de la 312 P, un prototype de 3 000 cm3. Il ne s’agissait en fait de quasiment rien d’autre qu’une Ferrari 312 de Formule 1 à carrosserie spider (ou Barchetta) et plus tard pourvue d’un toit (ou Berlinetta).

## Voiture en compétition

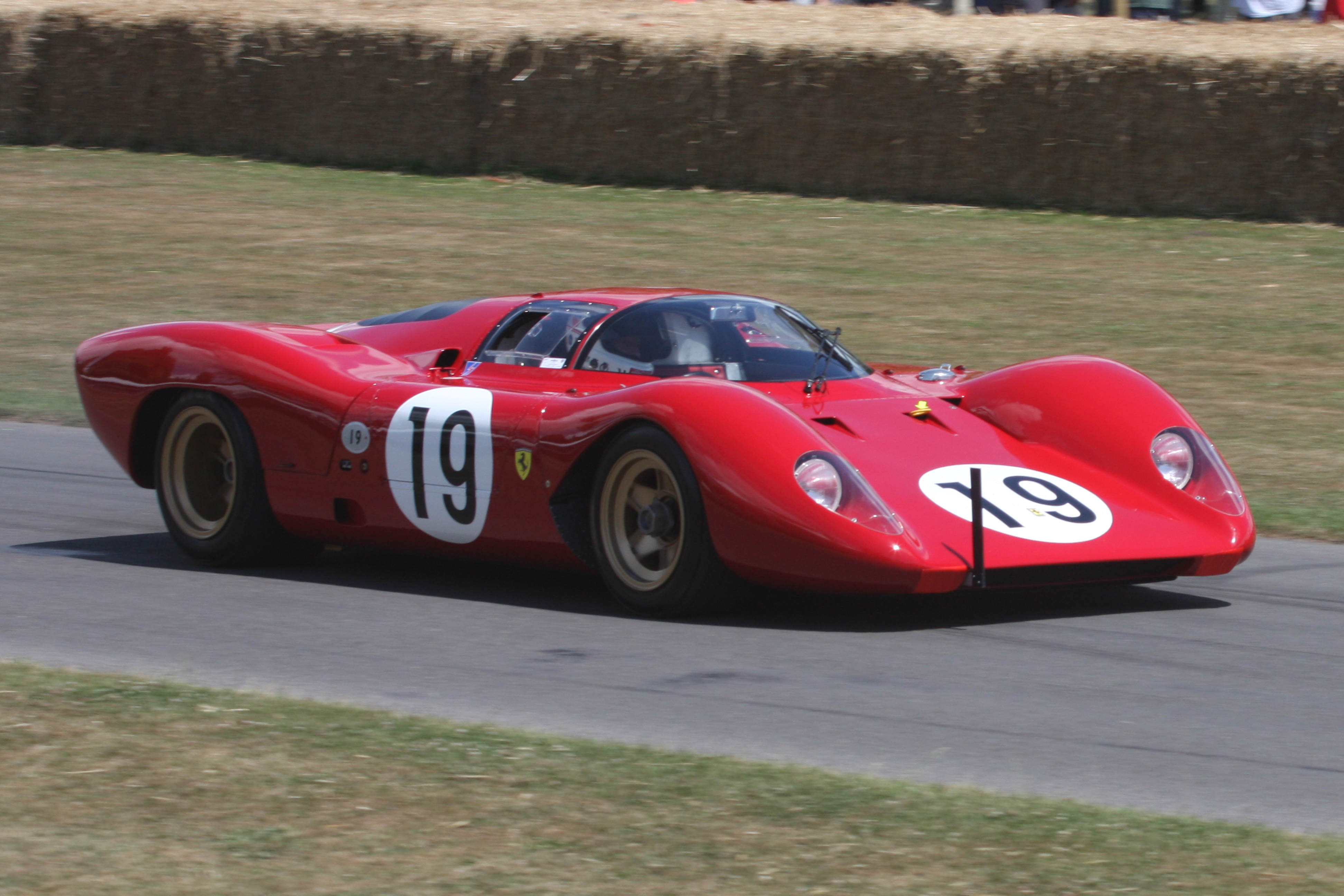
Ferrari 312P de 1969.

Le premier engagement eut lieu aux 12 Heures de Sebring 1969. À court de fonds Ferrari ne put engager qu’une seule 312 P (châssis n° 0868). Mario Andretti obtint la pole position et, secondé par Chris Amon, il parvint à terminer second. Cette performance fit naître l’espoir d’une prochaine victoire de Ferrari. Lors du week-end suivant au cours duquel avaient lieu les essais préliminaires au Mans, une autre voiture avec le numéro de châssis 0870 déçut et il devint clair qu’il fallait améliorer l’aérodynamique notamment en installant un toit fermant la voiture. Le même châssis courut également les 1 000 kilomètres de Brands Hatch où Amon et Pedro Rodriguez terminèrent quatrièmes derrière trois Porsche 908-01. Aux 1 000 kilomètres de Monza, Chris Amon s’empara de la pole position aux commandes de la 312 P spyder en précédant la 908-01 de Jo Siffert mais fut contraint à l’abandon durant la course. La 312 P ne fut pas engagée dans la seconde course italienne, la Targa Florio et dut abandonner lors des 1 000 kilomètres du Nürburgring. Lors des 1 000 kilomètres de Spa une 312 P termina à la deuxième place derrière la 908-01LH pilotée par Siffert/Redman. Deux 312 P furent engagées aux 24 Heures du Mans 1969 dans la configuration Berlinetta. Classées cinquième et sixième sur la grille de départ, elles ne finirent pas la course.
Au cours de la saison 1969 l’apparition de la Porsche 917 avait démontré que seule une voiture de cinq litres de cylindrée serait capable de lui tenir tête. À partir de mi-1969 Ferrari dépensa une partie des fonds obtenus de sa transaction avec Fiat pour la construction des vingt-cinq exemplaires requis d’une nouvelle voiture de sport répondant aux spécifications du règlement pour le Groupe 5. À la fin de la saison les deux 312 P restantes furent vendues au North American Racing Team de Luigi Chinetti, puisque la scuderia prévoyait d’aligner les Ferrari 512 en 1970. Les 312 P revinrent en Europe à l’occasion des 24 Heures du Mans 1970 où une des deux fut alignée (alors qu’il y avait onze 512 S). La 312 P figura parmi les seize voitures toujours en course au terme de la compétition.